# Svenska mästerskapen i dressyr 1998
Svenska mästerskapen i dressyr 1998 avgjordes i Strömsholm. Tävlingen var den 48:e upplagan av Svenska mästerskapen i dressyr.

## Resultat
| Placering | Ryttare            | Häst            |
| --------- | ------------------ | --------------- |
| 1         | Ulla Håkanson      | Flyinge Bobby   |
| 2         | Annette Solmell    | Flyinge Strauss |
| 3         | Ann Behrenfors     | Van Gogh        |
| 4         | Lotta Wallin       | Lafayette       |
| 5         | Per Johansson      | Chapman         |
| 6         | Liane Wachtmeister | Charlie Drum    |